# Paralelo 72 S
O Paralelo 72S é um paralelo no 72° grau a sul do plano equatorial terrestre.

## Dimensões
Conforme o sistema geodésico WGS 84, no nível de latitude 72° S, um grau de longitude equivale a 34,504 km; a extensão total do paralelo é portanto 12.421 km, cerca de 31 % da extensão do Equador, da qual esse paralelo dista 7.992 km, distando 2.010 km do polo sul.

## Cruzamentos
O paralelo 72 S cruza terra firme da Antártica em pouco mais da metade de sua extensão, em 12 trechos separados, a grande maioria deles no hemisfério oriental. 
A outra metade da extensão fica em trechos sobre o Oceano Antártico, principalmente no hemisfério ocidental.